# 里彭广场
里彭广场（Place de la Riponne）是瑞士洛桑的一个广场，位于老城与 place Bel-Air广场之间。

## 历史
这个广场最初位于洛桑市的城墙外，越过了狼河（Louve）。到19世纪，由于帕吕广场太小，1811年，艾萨克-奥古斯丁·约瑟夫提出新辟里彭广场。但直到填埋狼河后才得以实现。里彭广场开辟于1838年。
广场上的鲁米讷宫于1904年建成。
2008年，洛桑地铁在此设里彭莫里斯·贝嘉站，以纪念舞者莫里斯·贝嘉（Maurice Béjart）。